# Giuseppe Cerboni
Giuseppe Cerboni (Marciana Marina, 23 dicembre 1827 – Porto Azzurro, 14 febbraio 1917) è stato un matematico italiano.

## Biografia
Dapprima impiegato dell'amministrazione di contabilità del Granducato di Toscana, si arruolò come volontario durante i moti del 1848. Successivamente fu nominato ufficiale pagatore e aiuto del Libro Mastro nella Gendarmeria Toscana. Partecipò alla Seconda guerra di indipendenza in qualità di capitano, e in seguito divenne Direttore della Contabilità nel Ministero della Guerra del Regno d'Italia, insieme alla direzione della Scuola speciale di contabilità per funzionari e ufficiali del Ministero. 
Nel 1867 venne nominato segretario della Commissione per la riforma della contabilità dello Stato, redigendo la relazione finale che avrebbe poi costituito la base della legge del 1869, fondamentale atto normativo dal quale nasce la Ragioneria generale dello Stato e il moderno impianto della contabilità nazionale.

## La «logismografia» e l'ultimo periodo
Nel 1869 fu incaricato dal Ministero di analizzare la contabilità della riscossione delle imposte dirette; in tale occasione Giuseppe Cerboni elaborò un nuovo sistema (denominato "logismografia") composto da tre conti principali tra loro connessi: quello dell'amministrazione generale dello Stato, quello dell'amministrazione delle imposte dirette e quello degli agenti di riscossione.
Nel 1876 fu nominato Ragioniere Generale dello Stato, decidendo l'adozione del "metodo logismografico" per le scritture dell'amministrazione dello Stato, per quelle delle intendenze di finanza e per la contabilità di Comuni e Province. Nel 1891 si dimise da ragioniere generale nel per diventare consigliere della Corte dei Conti. Nel 1895 si ritirò nella sua villa di Porto Azzurro, dove morì il 14 febbraio 1917. Ebbe, tra i suoi seguaci, l'economista Clitofonte Alberto Bellini.

## Opere
- Sull'ordinamento della contabilità dello Stato (1886).
- Genesi e sviluppo della logismografia (1878).
- La ragioneria scientifica e le sue relazioni con le discipline amministrative e sociali (1886-1894).